# Битка при Върбишкия проход
Битката във Върбишкия проход се разиграва на 26 юли 811 г. между български войски, водени от хан Крум, и войските на Византийската империя.

## Предистория
През периода 808 – 809 г. хан Крум подкрепя бунта на прабългарите в долината на река Струма, които са там 30 – 40 години преди Аспарух и впоследствие присъединява земите им към своята държава. През 809 г. българските войски, водени от хан Крум, завземат византийската крепост Сердика. Отговорът на Василевса не закъснява и в началото на 811 г. византийският император Никифор I Геник организира поход срещу Плиска, столицата на българските ханове.

### Никифор разграбва Плиска
Хан Крум предприема дипломатически мерки, целящи мир, но Никифор отхвърля предложението му „поради собствените си злонамерения и по внушенията на едномислените си съветници“. Императорът лично повежда тагмите през проходите на Стара планина и навлиза в българска територия на 20 юли. За следващите 3 дни Никифор достига и обсажда Плиска.
Византийският император придружава похода си с невиждани жестокости и произволи над местното население, което е подложено на клане без разлика на пол и възраст.
Крум повторно се обръща към него със следните думи: „Ето, ти победи. И тъй, вземи, каквото ти е угодно, и си иди миром“, като иска по тоя начин да отклони по-нататъшното разорение. Но императорът, главозамаян от успехите си, не иска и да чува за мир.

### Xан Крум се готви за възмездие
Никифор, след като ограбва и разрушава Крумовата резиденция, потегля обратно за Константинопол като победител. Докато византийският император е зает с разоряването и опустошаването на Плиска, Крум мобилизира всички налични сили и се подготвя за справедливо възмездие. Той е разгневен както от отказа на императора да сключи мир, така и от невижданите жестокости, грабежи и произвол в държавата му. Българите заграждат входовете и изходите на планинските проходи с дървени укрепления и правят засеки в тесните места.
Когато Никифор научава, че пътят за отстъпление е отрязан и виждайки зъберите на Върбишкия проход, започва да се отчайва. На свитата си казва: „Дори да бяхме крилати, никой да не се надява, че ще избегне гибелта.“ Крум събира войската си и през нощта срещу събота, 26 юли 811, напада изплашените византийски войници.

### Ход на битката
В теснините на Върбишкия проход става страшно клане. На разсъмване българите се нахвърлят върху палатката на Никифор, където той е убит. В нощния бой освен императорът загиват много видни велможи и военачалници, a именно патрицият Теодосий Саливара, стратегът на източните войски патриций Роман и стратегът на Тракия. Много офицери и безбройно много войници намират гибелта си в планинските теснини. Летописецът Теофан отбелязва: „Цялата християнска красота загина!“. Ставракий, синът на Никифор, тежко ранен в гърба, едвам успява да избяга жив и в големи страдания достига до Одрин. След няколко седмици умира в Константинопол.

Поражението на император Никифор във Върбишкия проход на 26 юли 811 г. избавя България от страшна опасност. Българите закрепват всичките завоевания на запад заедно със Сердика и се подсигуряват от бъдещи нападения от страна на Византия.

### Славната победа на хан Крум
Българският хан се прославя като победител над ромейския император. Битката е грандиозна военна и политическа победа, тъй като това е вторият византийски император, след Валент 400 години по-рано, в цялата 1000-летна история на Византия, който пада в битка. Последният император Константин XI Палеолог също загива от вражеско оръжие, но това става при падането на столицата Константинопол през 1453 г., когато съдбата на някогашната империя е вече решена.
Гордостта на Крум от великата победа най-ясно изпъква в разказа за Никифоровата глава: „Като отрязал главата на Никифора, Крум очистил черепа и го обковал отвън със сребро, с гордост карал славянските князе да пият.“
Славната победа окуражава Крум, който започва да се приготвя за възвръщане предишното положение на България като първа сила в Европейския югоизток.